# علف باغ (سرده)
علف باغ (نام علمی: Dactylis) نام یک سرده از تیره گندمیان است.